# Halit Ziya Uşaklıgil
Halit Ziya Uşaklıgil (n. 12 februarie 1865, Constantinopol, Imperiul Otoman – d. 27 martie 1945, Istanbul, Turcia) a fost un scriitor turc. Este considerat fondator al prozei moderne turcești. Scrierile sale progresiste, ce au ca model naturalismul francez, critică modul de viață și morala feudală. Fiind foarte pasionat de scriitori francezi ca Emile Zola si Gustave Flaubert, Usakligil a fost fondatorul unui nou curent literar, ce amesteca naturalismul lui Zola cu tragediile lui Shakespeare. Este considerat unul din cei mai mari scriitori otomani din toate timpurile. 

## Biografie
Împreună cu tatăl său, care era negustor, s-a mutat la Izmir în 1879, unde a frecventat o școală creștină. Primele sale lucrări literare au fost scrise în limba franceză si publicate la editura ambasadei franceze de la Constantinopol, unde lucra ca traducator. 
Ușaklıgil a fondat ziarul Hikmet în 1886. După 1896 operele sale au fost publicate în ziarul literar Servet-i fünûn, cunoscut pentru orientarea și stilul european. Cel mai cunoscut roman al sau este Ask-i Memnu (Iubire Ascunsa), gratie intrigilor amoroase tragice si modului in care descrie societatea otomana. 

## Opera

### Romane
- Nemide (1889)
- Bir Ölünün Defteri (1889)
- Ferdi ve Şürekâsı (1894)
- Mai ve Siyah (1897)
- Aşk-ı Memnu (1900)
- Kırık Hayatlar (1923)

### Nuvele
- Bir Muhtıranın Son Yaprakları (1888)
- Bir İzdivacın Tarih-i Muaşakası (1888)
- Heyhat (1894)
- Solgun Demet (1901)
- Sepette Bulunmuş (1920)
- Bir Hikâye-i Sevda (1922)
- Hepsinden Acı (1934)
- Onu Beklerken (1935)
- Aşka Dair (1936)
- İhtiyar Dost (1939)
- Kadın Pençesinde (1939)
- İzmir Hikâyeleri (1950) (postume)

### Teatru
- Kabus (1918)
- Anı: Kırk Yıl (1936)
- Sara ve Ötesi (1942)
- Bir Acı Hikâye (1942)

### Poezie
- Mensur Şiirler (1889)

### Eseuri
- Sanata Dair (1938-1955) (trei volume)

## Ecranizări
- Iubire ascunsă (Kanal D Turcia)
- Fructul Oprit (Antena 1 Romania)